# SN 1997az
SN 1997az – supernowa typu II odkryta 8 marca 1997 roku w galaktyce A112305-0015. W momencie odkrycia miała maksymalną jasność 19,00m.